# Athelia tenuispora
Athelia tenuispora är en svampart som beskrevs av Jülich 1972. Athelia tenuispora ingår i släktet Athelia och familjen Atheliaceae.   Inga underarter finns listade i Catalogue of Life.